# Цезаризм
Цезаризм — политический режим (политическая система), при котором авторитарная власть организуется на псевдодемократических принципах. 
Правитель, сосредоточив в своих руках верховную власть в полном объёме, сохраняет при этом для вида демократические учреждения и формально признаёт, что власть делегирована ему народом, который остаётся единственным сувереном.
Своё название термин берёт от режима личной власти, установленного Юлием Цезарем в Римской республике в I веке до нашей эры. Формально римский народ оставался носителем суверенной государственной власти, а Цезарь считался лишь «первым магистратом», на самом  деле народные собрания являлись послушным орудием в руках Цезаря, соединявшего в своём лице все высшие должности, а Сенат был низведён до простого совещательного учреждения.